# PPPoA
PPPoA是异步传输模式上的点对点协议（Point-to-Point Protocol over Asynchronous Transfer Mode）的簡稱，是OSI模型中資料鏈結層的協定，常用來透過電話線連結家用的寬帶Modem和網路服務供應商（ISP）。PPPoA常用在有线电缆数据服务接口规范（DOCSIS）及DSL营运者中，將PPP的帧封裝在AAL5中。PPPoA是由網際網路工程任務組（IETF）在RFC 2364裡提出。
PPPoA有標準的PPP功能，例如身份验证、加密及数据压缩。提供的封裝方式有VC-MUX和逻辑链路控制（LLC）。
若是异步传输模式（ATM）為基礎的網路中用PPPoA作為連結加密的方式，相較於PPPoEoA，PPPoA可以大幅減輕overhead。「長封包下可以減少0到~3.125%，依封包長度以及PPPoEoA標頭選項而定」。原因是因為其標頭很短，讓overhead減到最小，PPP的2個位元組以及PPPoA的8個位元組（用RFC2364 VC-MUX封裝選項），共10位元組。PPPoA也避免了PPPoE常遇到的一個問題，就是其最大传输单元為1492位元組，比標準以太网傳輸協定的1500位元組要小的問題。
PPPoA over PPPoE應用的重要性依地區和網路营运者而定，

## 組態
PPPoA的組態設定包括了PPP的組態設定以及ATM的組態組定。這些資料會存在纜線數據機或ATU-R裡，有些可以讓終端用戶存取，有些則不行。
PPP組態設定包括了用戶憑證、用戶名稱和密碼，每一個用戶都有一份，不會重複。
ATM組態設定包括：
- 虛擬通道連結（Virtual channel link，VCL）– 虛擬路徑識別符（virtual path identifier）和虛擬通道識別符（virtual channel identifier），兩者合稱VPI/VCI，例如0/32（類似電話號碼）。
- 調變種類：例如G.dmt（英语：G.dmt）
- 多工方法：例如VC-MUX（英语：VC-MUX）或逻辑链路控制（LLC）

ATM組態設定可以人工進行，也可以在ATU-R韌體中寫死，無法自動調整。

## 外部連結
- A typical PPPoA architecture diagram（页面存档备份，存于） (out of date and no longer maintained)